# Стењка Разин
Степан Тимфејевич Разин или Стењка Разин (рус. Степан (Стенька) Тимофеевич Разин; 1630 — Москва, 16. јуна 1671) био је атаман донских козака. Био је вођа устанка против Руског царства.
Стењка Разин је са својим људима од 1667. до 1669. био пират на Каспијском мору, борећи се против Персијанаца и пљачкајући њихове градове. Године 1670. кренуо је уз ток реке Волге. Језгро његове војске чинили су козаци, а њима су се брзо придружили сељаци, староверци и етничке и религијске мањине. Разинове јединице су заузеле и брутално опљачкале више градова, међу њима Астрахањ и Самару, тако да су устаници накратко контролисали велика подручја јужне Русије. У својим прокламацијама Разин је тврдио да му је циљ да искорени бојаре и друге моћнике, и да успостави козачку републику око Волге засновану на апсолутној једнакости. Велики пораз је доживео при опсади тврђаве Симбирск. Када су мобилисани племићи цара Алексеја, они су брзо сузбили устанак, а Разинова војска се распала. Дана 14. априла/24. априла заробили су га козаци из његове пратње. Касније је погубљен у Москви одсецањем удова и главе. 
Разинов устанак био је један од многобројних устанака друге половине 17. века који су избили као последица појачане експлоатације кметова под царем Алексејем, што је узроковало масовну појаву одбеглих сељака. Његови почетни војни успеси су били везани за окупљање религијских фракција које нису припадале званичној Православној цркви. 
Стењка Разин је опеван у бројним руским народним песмама. Композитор Александар Глазунов је као двадесетогодишњак написао симфонијску поему Стењка Разин, опус 13. Дмитриј Шостакович је 1964. написао кантату „Погубљење Стењке Разина“ за соло баритон, оркестар и мешовити хор. 